# Caselex
Caselex — унікальний сервіс правової інформації, який відкриває для юристів національне прецедентне право та інші важливі рішення (наприклад, антимонопольних органів) з європейською конотацією. Це була юридична технологія ще до того, як з'явився сам термін. Таким чином, він сприяв європеїзації права. Покладаючись на мережу редакторів по всій Європі, Caselex систематично підсумовує прецедентне право Англії та інші рішення, які мають транскордонне значення для юристів. Послуга складається з модуля Caselex Market Definitions і кількох модулів судової практики.

## Історія Caselex
Caselex був запущений як проєкт, що фінансується Комісією ЄС у 2005 році (Програма IS-ECONTENT - багаторічна програма Спільноти для стимулювання розвитку та використання європейського цифрового контенту в глобальних мережах і сприяння мовному різноманіттю в інформаційному суспільстві, 2001-2005, Грантова угода ID: 11218). Його заснував Стіґ Мартінсен, технічний координатор проекту – Марк де Фріз. Стіґ Мартінсен залишив фірму в 2011 році. Юридичний видавець LexisNexis купив Caselex у 2022 році. Марк де Фріз покинув Caselex у 2023 році.

## Модуль визначення ринку Caselex
Визначення релевантних ринків має вирішальне значення для контролю за концентрацією та антимонопольних справ. Модуль Caselex Market Definitions надає зручний доступ до англомовних резюме визначень відповідних ринків щодо рішень щодо контролю за концентрацією, прийнятих усіма 34 національними та європейськими органами з питань конкуренції (29 держав-членів ЄС, 4 країни ЄАВТ та DG COMP Європейської Комісії) з 2000 року до сьогодні.
Відповідно, надаючи миттєвий загальноєвропейський огляд усіх визначених відповідних ринків, він надає підтримку юристам, які подають повідомлення, та органам з питань конкуренції, відповідальним за контроль за концентрацією відповідно до Регламенту ЄС щодо контролю за злиттями 2004 року, а також національних правил щодо цього. Кожен товарний ринок доступний для пошуку на основі назв продуктів і кодів NACE і кожного визначення, підкріпленого лінією міркувань антимонопольного органу. Повний текст оригінального рішення також доступний і доступний для завантаження у форматі PDF.
Наразі (жовтень 2015 р.) база даних містить понад 3500 національних і 900 рішень DG COMP, що містять понад 10 000 визначень ринку. Запуск цього модуля заплановано на січень 2016 року.

## Модулі прецедентного права Caselex
Окрім того, Caselex охоплює важливе національне прецедентне право Caselex усіх держав-членів ЄС (поряд із прецедентним правом Суд Справедливости). Добре структуровані резюме англійською мовою дозволяють отримати миттєвий доступ і повне розуміння прецедентного права, яке в іншому випадку не поширилося б у Європі. На даний момент (жовтень 2015 р.) Модулі містять майже 5000 резюме, що охоплюють такі галузі права:
- Антимонопольне законодавство
- Трудове право
- Право про публічні закупівлі
- Право про ІКТ та медіа
- Право про соціальне забезпечення